# Arkonis
Le système d'Arkonis est un système planétaire imaginaire inventé dans la série Perry Rhodan. Il est situé dans l'amas stellaire appelé M13, cet amas stellaire mesure 99 années-lumière de diamètre et est composé de plus de 30 000 étoiles. Cet amas se situe dans la Voie lactée. L'amas M13 s'appelle aussi NGC 6205.

## Positionnement

### De l'étoile
Étoile blanche située au centre de l'amas globulaire et à 34 000 années-lumière de Sol et de Sol III. Vingt-sept planètes tournent autour de cette étoile dont notamment Arkonis I, II et III.
Le terme allemand est Arkon.

### Du système d'Arkonis

#### Planètes
Le système se compose de vingt-sept planètes.
- Arkonis A ou Zhym'ranton (le monde de feu) est analogue à Mercure et est inhabitée.
- Tiga Ranton (Trois Planètes) voir plus bas.
- Arkonis IV ou Naat, planète géante d'où sont originaires les Naats, la deuxième espèce intelligente du système. La planète a 26 lunes dont une (Naator) à la particularité d'être habitable.
- Arkonis V ou Iprasa, cette planète volcanique est peuplée par deux espèces. D'abord des colons arkonides que l'on appelle Iprasa-arkonides. Ensuite vient la troisième espèce intelligente du système Arkonis, les Taa (ou Insectes Taas) des insectes géants intelligents. La planète est le principal site d'épreuve de l'Ark Sumia qui permet aux vainqueurs arkonides d'obtenir le privilège de l'activation du cerveau second. Elle a aussi une grande importance religieuse, puisque la société des Iprasa-arkonide (qui est matriarcale) est dirigée par la Grande Archante du feu. C'est probablement sur ce monde qu'a été inventé l'art martial d pratiqué par les Arkonides, le Dagor (combat total) qui est autant une philosophie qu'un art du combat.
Les autres planètes s'appellent (dans l'ordre) : Tynoon ; Tacha ; Ties ; Chaa ; Bhedan ; Mashav ; Uklag ; Ippo'Zhip ; Drutogell ; Neddo ; Flaon ; Zhusha ; Tuh ; Subtor (la planète sera déplacée en 1302 NDG pour remplacer prendre la place d'Arkonis III) ; Urengoll ; Edduha ; Ukohag ; Jefnuzhoo ; Chik ; Moggid ; Mutral.
Aucune de ses planètes n'est (semble-t-il) habitable. Cependant, les Arkonides ont installé de nombreuses cités sous globes ou souterraines sur les planètes telluriques. Les quelque 159 satellites des différentes planètes ont eux aussi été aménagées. Pour être complet, il faut rajouter quelque 5 000 forts spatiaux installés dans des astéroïdes et des comètes évidées.

#### Système synchrone
C'est le cœur du Grand Empire Arkonide ainsi que leur patrie. Le système se constitue en fait de trois planètes formant un triangle équilatéral autour du soleil avec une orbite à 620 millions de kilomètres. La rotation des trois planètes est synchrone, est faisant 24,8 heures. Ces trois planètes n'ont pas de saisons car elles ne sont pas inclinées sur un plan elliptique. La température moyenne est de 33 °C pour les trois planètes. Grâce à leur technologie les Arkonides ont créé ce système en arrachant deux planètes de leur orbite. Les planètes concernées sont les numéros 2 et 4.

## Descriptions des Trois Planètes
- La planète I est uniquement réservée à l’habitation avec une gravité de 1,05 g. Elle est connue aussi sous le nom de Monde de Cristal (Gos'Ranton en Satron, la langue des Arkonides). Les habitations sont en forme de flûte de champagne, la partie centrale comprenait des parcs magnifiques. L'une des merveilles est la Porte de Zoltral érigée en l'honneur de l'un des empereurs de la famille Zoltral. La Colline des Sages est le siège du gouvernement (sauf pendant la gouvernance du Régent). Le lieu est particulièrement remarquable du fait d'une immense macle cristalline, haute de plusieurs centaines de mètres au sommet de la colline. L'autre pôle du gouvernement est le Gos'Khasurn (le Calice de Cristal) le palais de l'empereur d'Arkonis. C'est une flûte à champagne gigantesque et  entièrement faite en cristal, d'où son nom. La planète regorge de merveilles comme une péninsule qui sert de réserve de chasse et où vivent des dinosaures, un centre commercial gigantesque de la taille d'une capitale planétaire, ou surtout une chaîne de montagne entièrement transmuté en diamant. les Arkonides se vantent que pas un grain de sable n'occupe encore sa place originale. C'est la planète originelle des Arkonides mais aussi l'ancienne troisième planète du système. Elle compte 10 milliards d'habitants, pourtant il n'y a pas une seule ville. Les habitations sont dispersées sur les quatre continents de la planète (le plus grand Laktranor réunit à lui seul la moitié des terres émergées).

- La planète II est un peu plus grande que la Terre avec une gravité de 0,7 g. On l'appelle Mehan'Ranton (Le Monde du Commerce) La planète concentre l'industrie ainsi que toutes le commerce galactique et du ravitaillement. En effet, il y a près de 300 ports spatiaux sur la planète. Toutes les grandes entreprises de la galaxie ont une succursale sur Arkonis II.  C’est le cœur économique de l'Empire Arkonide. Sa ville la plus importante est Torgona. Deux milliards d'habitants vivent sur Arkonis II en 2104.

- La planète III a une gravité de 1,3 g et est un peu plus grande que la Terre. Les Arkonides l'appellent Gor'Ranton (Le Monde de la Guerre). Son sous-sol abrite des fonderies, des arsenaux, des ateliers, environ 25 000 chantiers navals, des entrepôts d'armes gigantesques. Toute la surface est couverte de plastique et d’acier à l’exception des océans, il n’existe aucune vie animale et végétale sauvage. C’est un immense spatioport. c'est aussi le siège de deux importantes institutions Arkonides. D'abord, le Grand Coordinateur ou Régent, le cerveau P qui règne sur le Grand Empire. Ensuite, le Thektran, c'est-à-dire le centre de commandement de la flotte Arkonide. Il est à noter que le Régent occupe une partie du sous-sol. Un soleil atomique s'allume dès le crépuscule pour permettre une activité incessante des chantiers spatiaux. On la surnomme aussi la planète Arsenal. Elle sera détruite en 2329 par une attaque des Bleus orchestrée par les Akonides.

Un système de défense avec des bases mobiles et de nombreux vaisseaux robots protège le système. Cette protection couvre une distance de vingt heures-lumière.